# Laurentius Blumenau
Laurentius Blumenau (Dantzig, 1415 – Villeneuve-lès-Avignon, 25 de Dezembro de 1484), foi jurista e humanista alemão.

## Biografia
Em 1434 estudou "artes liberales" na Universidade de Leipzig, em 1439, entrou para a Universidade de Pádua e Bolonha. Foi conselheiro da Ordem Teutônica. Em 1457, prestou alguns serviços para o duque Sigismundo da Áustria. Entrou para a Ordem dos Cartuxos e tornou-se prior em Villeneuve.

## Obra
- Historia de ordine Teutonicorum cruciferorum CERL Thesaurus